# Dikobraz jihoafrický
Dikobraz jihoafrický (Hystrix africaeaustralis) je běžný druh dikobraza, rozšířený po celém území subsaharské Afriky s výjimkou pouštních oblastí na jihozápadním pobřeží.

## Popis
- hmotnost: 18–30 kg
- délka těla: 80–86 cm

Dikobraz jihoafrický je ve svém areálu největším hlodavcem. Samice jsou v průměru ještě o jeden kilogram těžší než samci. Tmavá, přiléhavá a hrubá srst, která kryje břicho a končetiny, přechází na hlavě a na hřbetě ve hřívu, kterou zvířata v rozčilení naježí. Na zádi a ocase je srst přeměněna v tuhé, černo-bílé ostny, které mohou být až 50 cm dlouhé. Některé z kratších bodlin na ocase jsou navíc duté a když jimi dikobraz zatřese, vydávají chřestivý zvuk. Ostny jsou usazené v kůži jen velmi volně a snadno se uvolňují, rychle ale dorůstají.

## Rozšíření a stanoviště
Je hojný v celé subsaharské Africe, vyskytuje se až do výšky 2000 m n. m. všude tam, kde je nějaký vegetační kryt. Obývá křoviny, savany i lesy, dává však přednost kamenitým oblastem, kde přes den snadno nachází úkryt.

## Biologie
Dikobraz jihoafrický je aktivní převážně v noci, přes den odpočívá v doupatech pod kameny, v opuštěných norách hrabáče nebo si vyhrabává vlastní, až 20 m dlouhé nory. Jsou buď samotáři, nebo žijí v malých rodinných skupinkách do 6 jedinců.
Jsou to převážně býložravci, vyhrabávají kořeny, hlízy a cibule rostlin, pojídají ovoce a také okusují kůru ze stromů. V oblastech, kde je nedostatek fosforu, také okusují kosti.
Samice je březí 3 měsíce a pak v noře vystlané trávou vrhne 1–4 dobře vyvinutá mláďata. Mladí dikobrazi jsou osrstění, mají otevřené oči a prořezané zuby, měkké ostny ztvrdnou až několik hodin po narození. Matka je kojí 3 nebo 4 měsíce, mláďata rychle rostou a v roce věku už mají plnou velikost. Samci pohlavně dospívají mezi 8 až 18 měsíci, samice mezi 6 až 16 měsíci věku. Dikobraz jihoafrický je na hlodavce dlouhověký a dožívá se 12–15 let
V případě ohrožení se dikobraz naježí a začne výhrůžně chrastit ostny. V případě, že to nepřítele neodežene, pokusí se jej nabodnout na ostny, které se při zapíchnutí do kůže snadno uvolňují. Dikobraz tak může způsobit i těžká zranění.

## Chov v zoo
V rámci Evropy je dikobraz jihoafrický chován přibližně v pěti desítkách zoo. Nejvíce přitom ve Španělsku a Spojeném království. V Česku chovají tento druh tři zoo: Zoo Praha, Zoo Dvůr Králové a od roku 2019 také Zoo Ostrava.

### Chov v Zoo Praha
Dikobraz jihoafrický je v Zoo Praha chován od roku 2003. První mládě se narodilo o rok později. První odchov čistokrevných jedinců se však datuje až do roku 2013. V roce 2017 se ve dvou vrzích narodila tři mláďata. V průběhu roku 2018 byla odchována čtyři mláďata. Ke konci roku 2018 bylo chováno pět jedinců. V červnu 2019 se narodilo jedno mládě a další následovalo v říjnu téhož roku. Mládě přišlo na svět i v dubnu 2020.
Obývá expozici v tzv. labyrintu u pavilonu Afrika zblízka v horní části areálu zoo.

### Chov v Zoo Ostrava
Nová expozice Tsavo pro dikobrazy jihoafrické a mangusty byla u vjezdu do safari otevřena 1. července 2019.